# Jeff Samardzija
Jeffrey Alan Samardzija (ur. 23 stycznia 1985) – amerykański baseballista serbskiego pochodzenia występujący na pozycji miotacza w San Francisco Giants.

## Przebieg kariery
Samardzija studiował na University of Notre Dame, gdzie w latach 2003–2006 grał w futbolowej (na pozycji wide receiver), zaś w latach 2004–2006 w baseballowej drużynie uniwersyteckiej Notre Dame Fighting Irish. W czerwcu 2006 został wybrany w piątej rundzie draftu MLB przez Chicago Cubs i po podpisaniu kontraktu z tym klubem zrezygnował z udziału w drafcie NFL. Po występach w niższych ligach, między innymi w Iowa Cubs, reprezentującym poziom Triple-A, 25 lipca 2008 został przesunięty do pierwszego zespołu w miejsce kontuzjowanego Kerry'ego Wooda i tego samego dnia zadebiutował w Major League Baseball w meczu przeciwko Florida Marlins jako reliever. Pierwszą wygraną zanotował 29 sierpnia 2008 w meczu z Philadelphia Phillies. W latach 2009–2010 rozegrał 27 meczów w MLB i 53 spotkania w Iowa Cubs.
W sezonie 2011 występował regularnie jako reliever rozgrywając 88 inningów, notując bilans W-L 8–4 przy ERA 2,97, zaliczając 87 strikeoutów. Przed rozpoczęciem sezonu 2012 został mianowany trzecim starterem zespołu. 7 maja 2013 w meczu międzyligowym z Chicago White Sox rozegranym na U.S. Cellular Field, zaliczył pierwszy complete game shutout w MLB. W czerwcu 2014 odrzucił ofertę nowego, pięcioletniego kontraktu wartego 85 milionów dolarów.
W lipcu 2014 w ramach wymiany zawodników przeszedł do Oakland Athletics. W tym samym miesiącu otrzymał powołanie do zespołu National League All-Stars, jednak nie mógł wystąpić z powodu przejścia do zespołu z American League. W grudniu 2014 w ramach wymiany zawodników przeszedł do Chicago White Sox.
W grudniu 2015 jako wolny agent podpisał pięcioletni kontrakt z San Francisco Giants.

## Nagrody i wyróżnienia
| Nagroda/wyróżnienie | Lata | Źródło |
| All-Star            | 2014 | [ 13 ] |